# Ligue de hockey féminin collégial D1

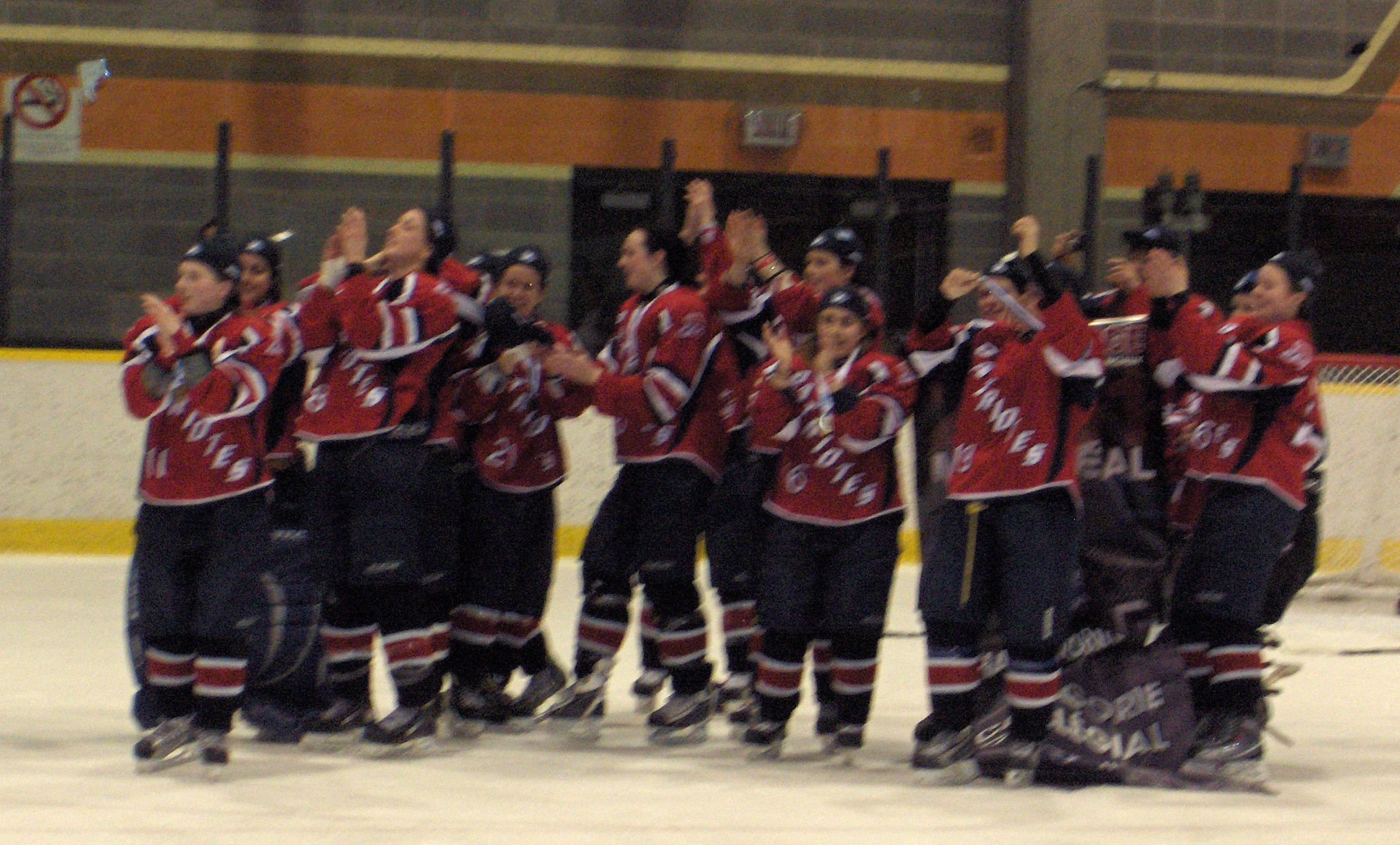
Championnes de la Coupe Dodge 2011: les Patriotes du Cégep St-Laurent

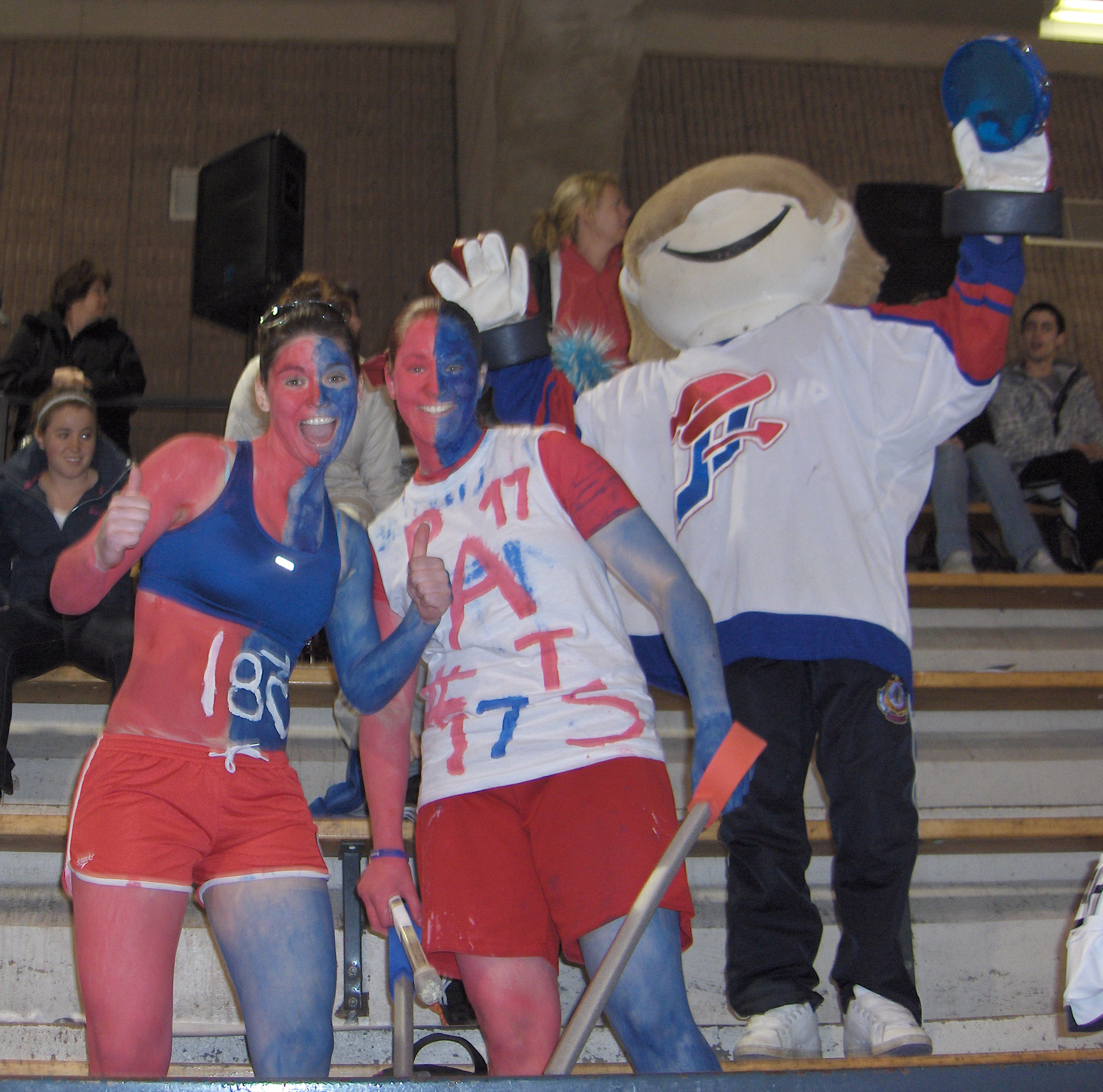
Les Supportrices des Patriotes du Cégep St-Laurent sont généralement bruyantes

La Ligue de hockey féminin collégial division 1 est une ligue de hockey sur glace féminin québécoise. Cette ligue offre le plus fort calibre de jeu pour les jeunes femmes âgées de 17 à 20 ans au Québec. La ligue est intégrée aux programmes du système collégial québécois. La Ligue est de plus sanctionné par Hockey Québec et par le Réseau du sport étudiant du Québec (RSEQ).

## Historique
Avant l'existence d'une Ligue collégiale AA, plusieurs équipes féminines collégiales compétitionnent avec des équipes féminines universitaires. Ainsi dans les années 1990 une Ligue universitaire de hockey féminin regroupe au Québec des équipes collégiales avec des équipes universitaires. À la saison 1998-1999 on retrouve les universités Concordia, McGill, et l'Université du Québec à Trois-Rivières en compétition avec 3 collèges (Collège Jean-de-Brébeuf, Cégep St-Laurent et Collège John Abbott). La saison régulière est de 14 matchs et l'équipe championne de la saison 1998 est l'Université Concordia.
La Ligue de hockey féminin collégial AA est fondée début 1999. Elle veut offrir des possibilités pour les jeunes femmes voulant se développer en étudiantes-athlètes dès les Cégeps. La Ligue désire réunir toutes équipes collégiales existantes au Québec dans le but de mieux préparer les jeunes joueuses en vue des compétitions de niveau plus élevées comme le championnat universitaire canadien et le Championnat universitaire américain. Il s'agit donc d'une ligue de développement servant de tremplin vers le hockey féminin universitaire et par la suite vers les rangs professionnels, comme la Ligue canadienne de hockey féminin.
La saison inaugurale de la Ligue de hockey féminin collégial AA a lieu en 1999-2000: Les Patriotes du Collège St-Laurent remporte le titre de la saison inaugurale. Par la suite, un championnat national canadien des collèges au Canada (extérieur à la compétition collégiale au Québec) est approuvé par Hockey Canada et organisé depuis la saison 2001-2002.

## Équipes actuelles de la ligue
Lors de la saison 2019-2020, la Ligue de hockey féminin collégial division 1 est constitué de 9 équipes:
- Pionnières du Cégep de Rimouski (début 2012-2013)
- Blues du Collège Dawson, localisé dans l'Ouest du centre-ville de Montréal.
- Islanders du Collège John Abbott, localisé à Sainte-Anne-de-Bellevue dans l'Ouest de l'île de Montréal.
- Lynx du Collège Édouard-Montpetit, localisé à Longueuil (début 2005-2006)
- Nordiques du Collège Lionel-Groulx, localisé à Sainte-Thérèse
- Patriotes du Cégep St-Laurent, localisé à Saint-Laurent, un arrondissement de Montréal
- Titans du Cégep Limoilou, localisé dans Limoilou, un arrondissement de Québec.
- Cougars du Collège Champlain-Lennoxville (en) (début 2012-2013)
- Boomerangdu Cégep André-Laurendeau, localisé à Lasalle (début 2014-2015)[3]

## Équipes disparues
- Dynamiques du Collège Jean-de-Brébeuf , (disparue en 2004) localisé à Montréal.
- Trappeurs du Cégep Marie-Victorin (disparue en 2008)[4]. localisé à Montréal.
- Faucons du Cégep de Lévis-Lauzon (disparue en 2010) localisé à Lévis.
- Cheminots du Cégep St-Jérome (disparue en 2012)
- Dragons du Collège Laflèche, localisé à Trois-Rivières. (disparue automne 2013)
- Nordiques du Collège Lionel-Groulx, localisé à Sainte-Thérèse (disparue en 2020)

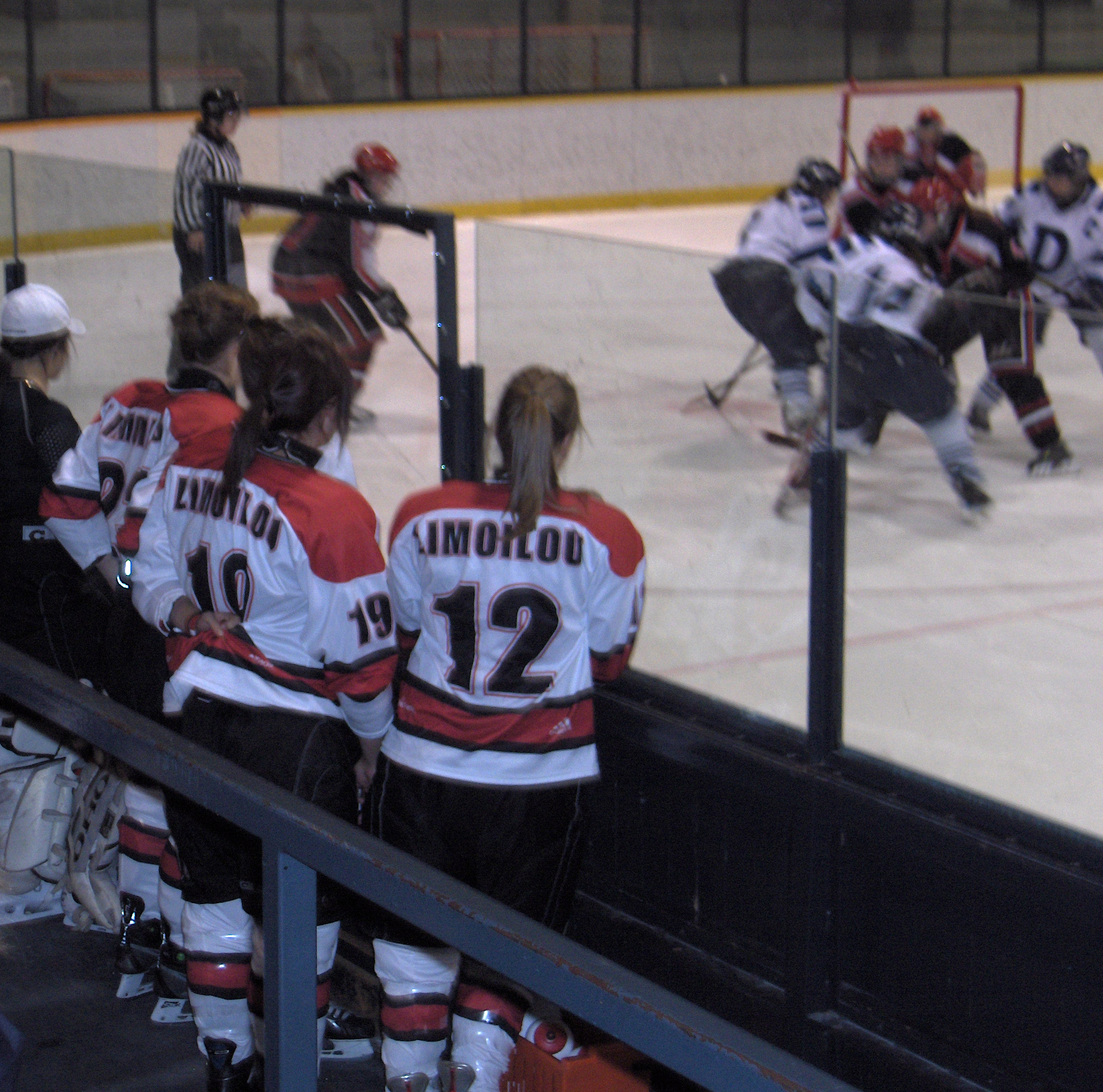
La Coupe Dodge est un tournoi condensé de plusieurs matchs où les autres équipes peuvent observer leurs éventuels adversaires

## Organisation du championnat

### Championnat de la saison régulière
En saison régulière, les 9 équipes jouent chacune 26 parties. L'équipe qui termine première au classement remporte le titre du championnat de la saison régulière.
| Saison    | Champion                          |
| --------- | --------------------------------- |
| 1999-2000 | Patriotes du collège St-Laurent   |
| 2000-01   | (résultat non-disponible)         |
| 2001-02   | (résultat non-disponible)         |
| 2002-03   | (résultat non-disponible)         |
| 2003-04   | (résultat non-disponible)         |
| 2004-05   | Patriotes du Cégep St-Laurent     |
| 2005-06   | Cheminots du Cégep St-Jérôme      |
| 2006-07   | Blues du Collège Dawson           |
| 2007-08   | Cheminots du Cégep St-Jérôme      |
| 2008-09   | Blues du Collège Dawson           |
| 2009-10   | Lynx du Collège Édouard-Montpetit |
| 2010-11   | Lynx du Collège Édouard-Montpetit |
| 2011-12   | Titans du Cégep Limoilou          |
| 2012-13   | Titans du Cégep Limoilou          |
| 2013-14   | Titans du Cégep Limoilou          |
| 2014-15   | Titans du Cégep Limoilou          |
| 2015-16   | Blues du College Dawson           |
| 2016-17   | Titans du Cégep Limoilou          |
| 2017-18   | Titans du Cégep Limoilou          |
| 2018-19   | Titans du Cégep Limoilou          |
| 2019-20   | Titans du Cégep Limoilou          |

### Championnat des séries
Depuis la saison 2015-2016, les 8 meilleures équipes participent aux séries. La formule des quarts de finale sont des parties entre la 1ere équipe au classement de la saison contre la 8e, la 2e équipe contre la 7e équipe et ainsi de suite. Pour accéder au tour suivant : la première équipe remportant deux victoires se qualifie. C'est le même principe pour les demi-finales. Depuis la saison 2018-19, Pour gagner la finale, l'équipe championne doit gagner 3 parties.
| Année | Championne               | Finaliste                               | Résultat |
| ----- | ------------------------ | --------------------------------------- | -------- |
| 2016  | Titans du Cégep Limoilou | Blues du College Dawson                 | 2-0      |
| 2017  | Titans du Cégep Limoilou | Blues du College Dawson                 | 2-0      |
| 2018  | Titans du Cégep Limoilou | Lynx du Cégep Édouard-Montpetit         | 2-0      |
| 2019  | Titans du Cégep Limoilou | Cougars du Collège Champlain Lenoxville | 3-0      |
| 2020  | Annulé                   | Cause Pandémie Covid-19                 |          |

### Coupe Dodge
En fin de saison régulière, les 4 premières équipes au classement sont qualifiées pour les séries éliminatoires. Habituellement, les séries éliminatoires ont lieu au même endroit au mois d'avril sous la forme d'un tournoi de 3 jours (avec des semi-finales et une finale). L'équipe gagnante lors de ses séries remporte la Coupe Dodge.
| Saison    | Championne                        | Finale   | Finaliste                         |
| --------- | --------------------------------- | -------- | --------------------------------- |
| 1999-2000 | Patriotes du Collège St-Laurent   | 2-0      | Dynamiques du College Brebeuf     |
| 2000-2001 |                                   |          |                                   |
| 2001-2002 |                                   |          |                                   |
| 2002-2003 |                                   |          |                                   |
| 2003-2004 |                                   |          |                                   |
| 2004-2005 | Cheminots du cégep St-Jérôme      | 4-2      | Dragons du Collège Laflèche       |
| 2005-2006 | Cheminots du Cégep St-Jérôme      | 6-2      | Patriotes du Cégep St-Laurent     |
| 2006-2007 | Blues du Collège Dawson           | 3-2      | Cheminots du Cégep St-Jérôme      |
| 2007-2008 | Cheminots du Cégep St-Jérôme      | 6-2      | Blues du Collège Dawson           |
| 2008-2009 | Lynx du Collège Édouard-Montpetit | 3-2 (Pr) | Blues du Collège Dawson           |
| 2009-2010 | Lynx du Collège Édouard-Montpetit | 6-5      | Dragons du Collège Laflèche       |
| 2010-2011 | Patriotes du Cégep St-Laurent,    | 5-2      | Lynx du Collège Édouard-Montpetit |
| 2011-2012 | Titans du Cégep Limoilou          |          | Cheminots du Cégep St-Jérôme      |
| 2012-2013 | Titans du Cégep Limoilou          | 5-1      | Lynx du Cégep Édouard-Montpetit   |
| 2013-2014 | Titans du Cégep Limoilou          | 7-3      | Patriotes du Cégep St-Laurent     |
| 2014-2015 | Patriotes du Cégep St-Laurent     | 3-1      | Titans du Cégep Limoilou          |

## Distinctions individuelles

### Meilleures marqueuses
| Saison  | Joueuse/Équipe      |                                 | Matchs joués | Buts | Passes | Points |
| ------- | ------------------- | ------------------------------- | ------------ | ---- | ------ | ------ |
| 2019-20 | Chloé Gendron       | Cougars College Champlain       | 26           | 20   | 21     | 41     |
| 2018-19 | Gabrielle David     | Titans du Cégep Limoilou        | 24           | 21   | 38     | 59     |
| 2017-18 | Rosalie Bégin-Cyr   | Titans du Cégep Limoilou        | 24           | 27   | 25     | 52     |
| 2016-17 | Élizabeth Giguère   | Titans du Cégep Limoilou        | 21           | 32   | 37     | 69     |
| 2015-16 | Jade Downie-Landry  | Titans du Cégep Limoilou        | 24           | 28   | 35     | 63     |
| 2010-11 | Ariane Barker       | Lynx du Cégep Edouard-Montpetit | 21           | 32   | 26     | 58     |
| 2009-10 | Mélodie Daoust      | Lynx du Cégep Edouard-Montpetit | 13           | 24   | 31     | 55     |
| 2008-09 | Marie-Philip Poulin | Blues du College Dawson         | 15           | 29   | 29     | 58     |

### Meilleures gardiennes de but
| Saison  | Joueuse/Équipe                                          | Matchs joués | Victoires | Défaites | Buts contre | Moyenne |
| ------- | ------------------------------------------------------- | ------------ | --------- | -------- | ----------- | ------- |
| 2010-11 | Frédérique Desmarais, Lynx du Collège Édouard-Montpetit | 12           | 9         | 1        | 1           | 1.35    |
| 2009-10 | Roxanne Douville, Lynx du Collège Édouard-Montpetit     | 21           | 15        | 1        | 1           | 1.23    |
| 2008-09 | Emy Côte, Blues du Collège Dawson                       | 23           | 10        | 0        | 0           | 0.89    |
| 2008-09 | Joanie Plamondon, Blues du Collège Dawson               | 23           | 13        | 0        | 0           | 0.92    |

### Prix et honneurs individuels[25]
- Saison 2018-2019[26]
  - Athlète par excellence: Gabrielle David, Titans du Cégep Limoilou
  - Recrue de l'année: Chloé Gendron, Cougars du Cégep Champlain-Lennoxville
  - Étudiante-Athlète par excellence: Justine Yelle, Blues du College Dawson
  - Entraîneur de l'année: Dominic Desmarais, Cougars du Cégep Champlain-Lennoxville
  - Athlète ayant démontré la meilleure éthique sportive: Béatrice Lebrun, Patriotes du Cégep Saint-Laurent
  - Bannière de l'éthique sportive: Cougars du Cégep Champlain-Lennoxville

- Saison 2017-2018[26]
  - Athlète par excellence: Rosalie Bégin-Cyr, Titans du Cégep Limoilou
  - Recrue de l'année: Joannie Garand, Lynx du Cégep Édouard-Montpetit
  - Étudiante-Athlète par excellence: Jessika Boulanger, Patriotes du Cégep Saint-Laurent
  - Entraîneur de l'année: Dominic Desmarais, Cougars du Cégep Champlain-Lennoxville
  - Athlète ayant démontré la meilleure éthique sportive: Jessika Boulanger, Patriotes du Cégep Saint-Laurent
  - Bannière de l'éthique sportive: Nordiques du Collège Lionel-Groulx

- Saison 2016-2017
  - Athlète  par excellence: Élizabeth Giguère, Limoilou
  - Recrue de l’année : Éloise Dubé, Édouard-Montpetit
  - Étudiante-athlète par excellence: Jessika Boulanger, Saint-Laurent
  - Entraîneur de l’année: Pascal Dufresne, Limoilou
  - Athlète ayant démontré la meilleure éthique sportive: Kristina Shanahan, Dawson
  - Bannière de l'éthique sportive: Pionnières du Cégep de Rimouski
- Saison 2015-2016
  - Athlète  par excellence: Jade Downie-Landry, Dawson
  - Recrue de l’année : Marika Labrecque, Dawson
  - Étudiante-athlète par excellence: Émilie Texier, André-Laurendeau
  - Entraîneur de l’année: Marie-Claude Roy, Saint-Laurent
  - Athlète ayant démontré la meilleure éthique sportive: Kristina Shanahan, Dawson
  - Bannière de l'éthique sportive: Cougars du Collège Champlain-Lennoxville
- Saison 2014-2015
  - Athlète  par excellence: Alexandra Labelle, Saint-Laurent
  - Recrue de l’année : Élizabeth Giguère, Limoilou
  - Étudiante-athlète par excellence: Élizabeth-Kate Hickey, Dawson
  - Entraîneur de l’année: Marc Boudreau, Rimouski
  - Athlète ayant démontré la meilleure éthique sportive: Sherry Duncan, John Abbott
  - Bannière de l'éthique sportive: Cougars du Collège Champlain-Lennoxville
- Saison 2013-2014
  - Athlète  par excellence: Laurie Mercier, Saint-Laurent
  - Recrue de l’année :Alexandra Labelle, Saint-Laurent
  - Étudiante-athlète par excellence: Valérie Lamenta, Édouard-Montpetit
  - Entraîneur de l’année: Marie-Claude Roy, Saint-Laurent
  - Athlète ayant démontré la meilleure éthique sportive: Laurence Morissette, Édouard-Montpetit
  - Bannière de l'éthique sportive: Lynx du Cégep Édouard-Montpetit
- Saison 2012-2013
  - Athlète  par excellence: Jessica Cormier, Limoilou
  - Recrue de l’année :Catherine Dubois, Limoilou
  - Étudiante-athlète par excellence: Rébecca Deslandes-Brosseau, Saint-Laurent
  - Entraîneur de l’année: Marie-Claude Roy, Saint-Laurent
  - Athlète ayant démontré la meilleure éthique sportive: Gabrielle Savoie, Édouard-Montpetit
  - Bannière de l'éthique sportive: Blues du Collège Dawson
- Saison 2011-2012
  - Athlète  par excellence: Marie-Pier Chabot, Saint-Jérôme
  - Recrue de l’année :Marie-Philip Lavoie, Limoilou
  - Étudiante-athlète par excellence: Marie-Pier Cloutier, John Abbott
  - Entraîneur de l’année: Pascal Dufresne, Limoilou
  - Athlète ayant démontré la meilleure éthique sportive: Cindy Forest-Gour, Saint-Laurent
  - Bannière de l'éthique sportive: Patriotes du de Saint-Laurent

- Saison 2010-2011  [27]
  - Joueuse de l'année: Mélodie Daoust, Lynx du Collège Édouard-Montpetit.
  - Recrue de l'année: Cassandra Poudrier, Blues du Collège Dawson
  - Prix du Fair-play : Emmanuelle Dumont, Dragons du Collège Laflèche
  - Étudiante-athlète par excellence, Stéphanie Lamenta, Collège Laflèche, Montréal
  - Entraîneur de l’année, Pierre Alain, Cégep de Saint-Jérôme
- Saison 2009-2010 [28]
  - Joueuse de l'année: Josianne Legault, Dragons du Collège Laflèche
  - Recrue de l'année: Mélodie Daoust, Lynx du collège Édouard-Montpetit
  - Prix du Fair-play: Emmanuelle Dumont, Dragons du Collège Laflèche
  - Étudiante-athlète par excellence, Maude Gélinas, Collège Édouard-Montpetit,
  - Entraîneur de l’année, Michaël Lapointe, Collège Laflèche
- Saison 2008-2009 [29]
  - Joueuse de l'année: Marie-Philip Poulin, Blues du Collège Dawson
  - Recrue de l'année: Marie-Philip Poulin, Blues du Collège Dawson
  - Prix du Fair-play: Katia Clément-Heydra, Lynx du Collège Édouard-Montpetit
  - Étudiante-athlète par excellence, Raphaëlle Cardinal, Cégep Limoilou
  - Entraîneur par excellence, Nicolas Lévesque, Collège Laflèche

### Équipes d'étoiles
- Saison 2010-2011  [27]
  - Première équipe d'étoiles 
    - Attaquante, Mélodie Daoust, Collège Édouard-Montpetit
    - Attaquante, Ariane Barker, Collège Édouard-Montpetit
    - Attaquante, Gabrielle Davidson, Collège Dawson
    - Défenseur, Cassandra Poudrier, Collège Dawson
    - Défenseur, Valérie Watson, Collège Édouard-Montpetit
    - Gardienne, Joannie Lebrun, Cégep de Limoilou

  - Deuxième équipe d'étoiles 
    - Attaquante, Emmanuelle Dumont, Cégep de Limoilou
    - Attaquante, Laurie Kingsbury, Cégep de Saint-Laurent
    - Attaquante, Maude Gélinas, Collège Édouard-Montpetit
    - Défenseur, Cynthia Whissell, Collège Édouard-Montpetit
    - Défenseur, Sarah Ménard, Cégep de Saint-Jérôme
    - Gardienne, Alex-Ann Caisse, Collège John-Abbott
- Saison 2009-2010 [28]
  -  Première équipe d'étoiles
    - Attaquante, Mélodie Daoust, Collège Édouard-Montpetit
    - Attaquante, Katia Heydra-Clément, Collège Édouard-Montpetit
    - Attaquante, Josianne Legault, Collège Laflèche
    - Défenseur, Vanessa Plante, Cégep Limoilou
    - Défenseur, Sophie Brault, Collège Édouard-Montpetit
    - Gardienne, Roxanne Douville, Collège Édouard-Montpetit

  - Deuxième équipe d'étoiles 
    - Attaquante, Marie-Michelle Poirier, Cégep de Saint-Laurent
    - Attaquante, Emmanuelle Dumont, Cégep Limoilou
    - Attaquante, Audrey Gariépy, Collège Dawson
    - Défenseur, Janique Duval, Collège Édouard-Montpetit
    - Défenseur, Laurie-Anne Ménard, Collège Dawson
    - Gardienne, Marie-Andrée Marchand, Cégep Limoilou
- Saison 2008-2009 [29]
  - Première équipe d’étoiles 
    - Attaquante, Marie-Philip Poulin, Collège Dawson
    - Attaquante, Katia Clément-Heydra, Collège Édouard-Montpetit
    - Attaquante, Vanessa Gagnon, Collège Dawson
    - Défenseur, Lauriane Rougeau, Collège Dawson
    - Défenseur, Lisa-Marie L’Heureux, Cégep Limoilou
    - Gardienne, Roxanne Douville, Collège Édouard-Montpetit

  -  Deuxième équipe d’étoiles
    - Attaquante, Josianne Legault, Collège Laflèche
    - Attaquante, Casandra Dupuis, Collège Édouard-Montpetit
    - Attaquante, Emmanuelle Dumont, Cégep Limoilou
    - Défenseur, Marie-Hélène Suc, Cégep Limoilou
    - Défenseur, Maude Blain, Cégep de Saint-Jérôme
    - Gardienne, Émy Côté, Collège Dawson

Note: